# Bruchmühlen
Bruchmühlen (naam van het Rödinghauser gedeelte tot 1969: Westkilver) is een plaats in het westen van de Duitse gemeente Rödinghausen, deelstaat Noordrijn-Westfalen, en telt 3.378 inwoners.

## Tweedeling
Bruchmühlen bestaat eigenlijk uit een in de deelstaat Noordrijn-Westfalen gelegen deel, waarop dit artikel betrekking heeft, en een deel, dat in de gemeente Melle in de deelstaat Nedersaksen ligt. Het dorp Bruchmühlen zelf hoort van oorsprong bij de gemeente Rödinghausen in de deelstaat Noordrijn-Westfalen. Het station staat binnen de grenzen van  het in 1969 nieuw gebouwde onder Melle vallende dorp, dat ook Bruchmühlen heet, ten zuidwesten van afrit 26 van de Autobahn A30. In het Meller gedeelte is ook een groot industrieterrein met o.a. een golfkartonfabriek aanwezig. Het station bevindt zich op maar 100 meter voor de grens van Noordrijn-Westfalen en Nedersaksen op Meller grondgebied in de Siedlung Steinbrink. Op de grens van Westkilver (het Rödinghausener gedeelte van Bruchmühlen) en Ostkilver staat een keukenfabriek, Ballerina.
De grens tussen de twee dorpen wordt gevormd door de, door ecologisch waardevol oeverland en ooibos omzoomde, Kilverbach, die op de zuidgrens van de gemeente in de Else uitmondt. Tussen 1815 en 1866 was dit een beruchte smokkelroute. In die tijd liep hier de grens tussen aan de Westfaalse oostkant het Koninkrijk Pruisen en aan de Nedersaksische westkant  het Koninkrijk Hannover.

## Infrastructuur

### Wegverkeer
Afrit 26 van de Autobahn A30, onderdeel van de internationale weg, die o.a. Amsterdam, Berlijn en Moskou met elkaar verbindt, ligt in het uiterste zuidwesten van Bruchmühlen. Van hier kan men, noordwaarts rijdend, de andere delen van de gemeente Rödinghausen via diverse binnenwegen bereiken.

### Station
Station Bruchmühlen is een spoorwegstation bij de uit twee delen bestaande Duitse plaats Bruchmühlen, in de deelstaten Noordrijn-Westfalen en Nedersaksen. Het station bevindt zich op maar 100 meter voor de grens van Noordrijn-Westfalen en Nedersaksen op Meller grondgebied in de Siedlung Steinbrink. 

## Markante gebouwen

### Haus Kilver

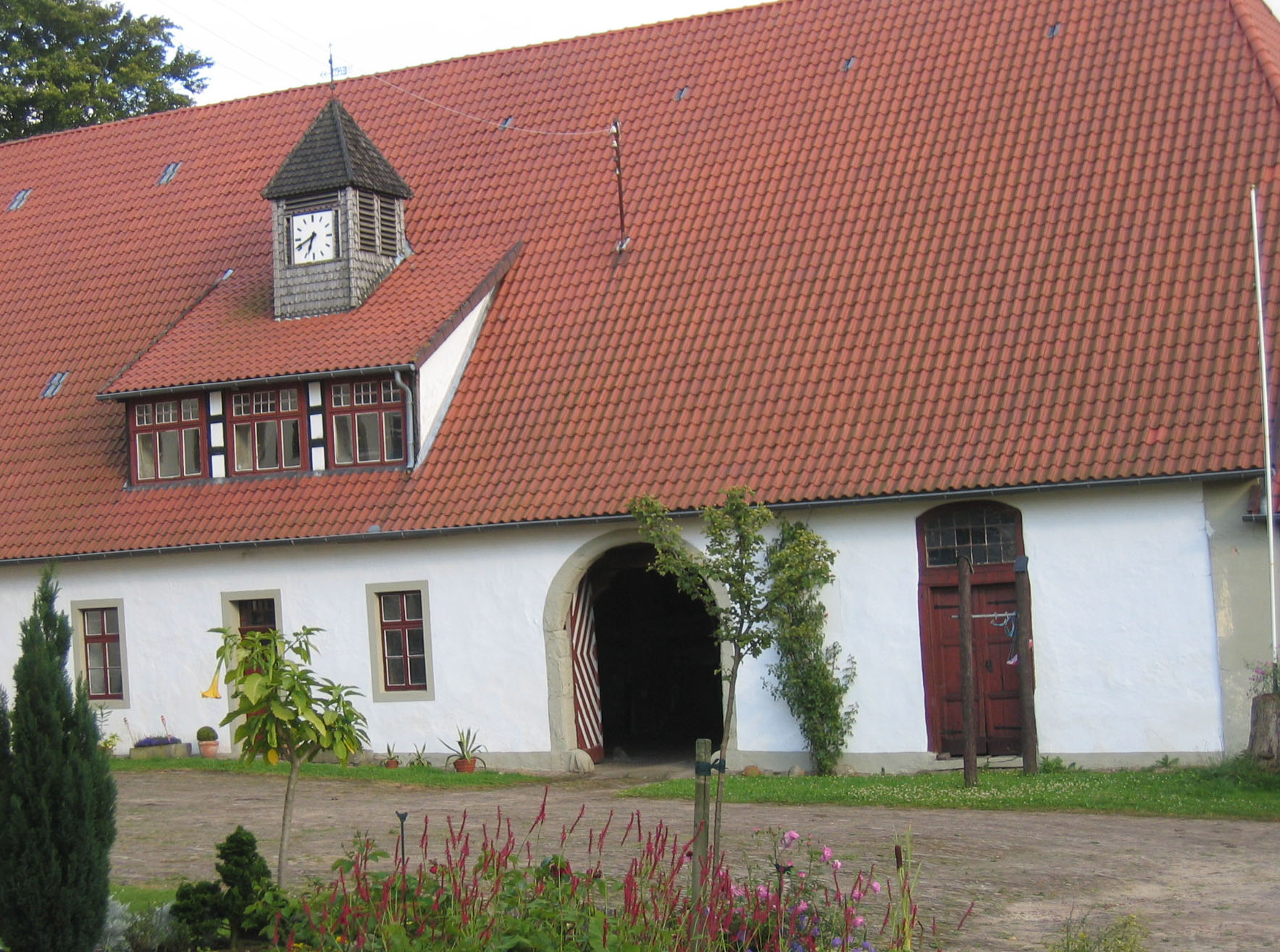
Binnenplaats
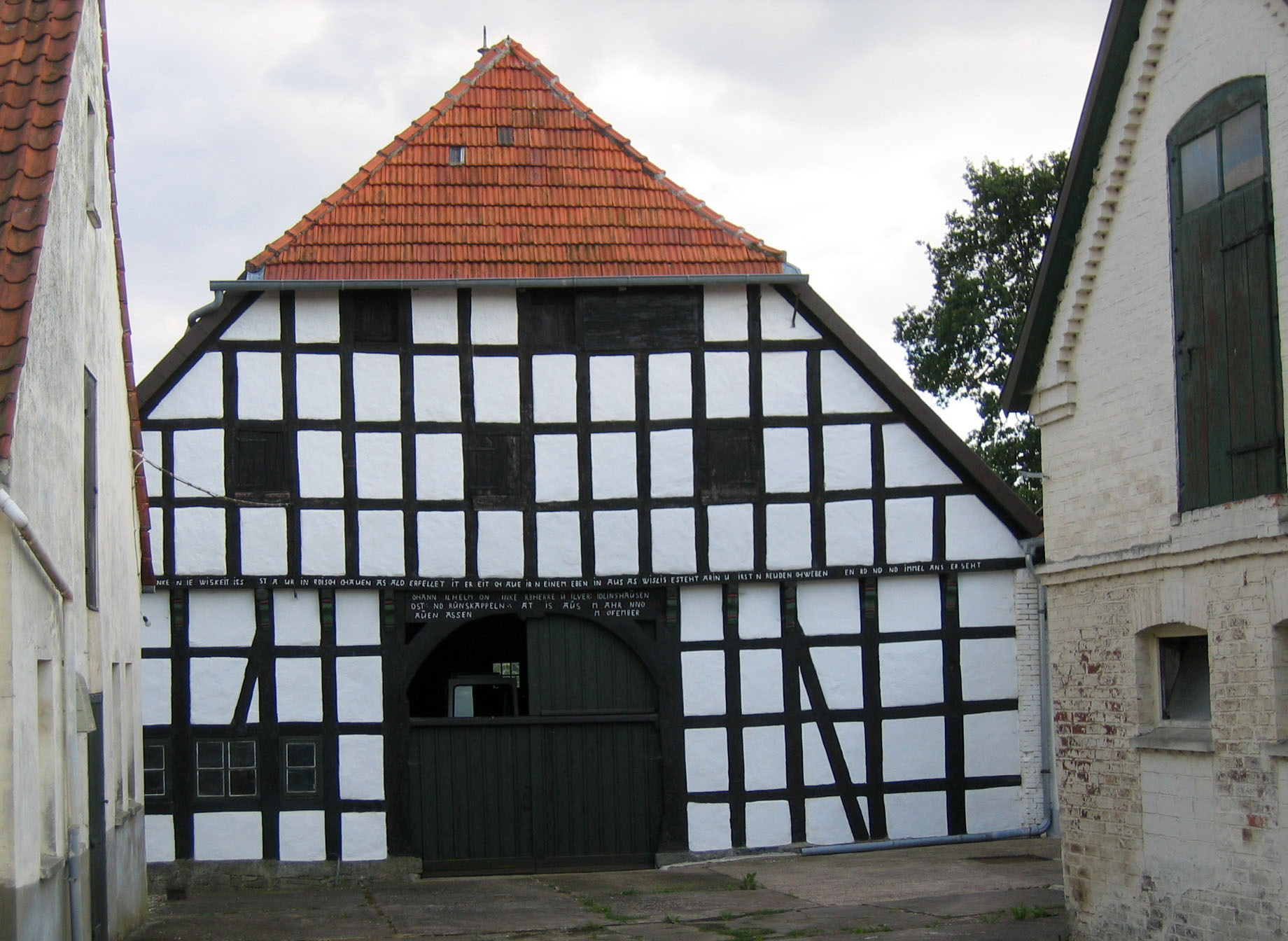
Boerenschuren e.d.
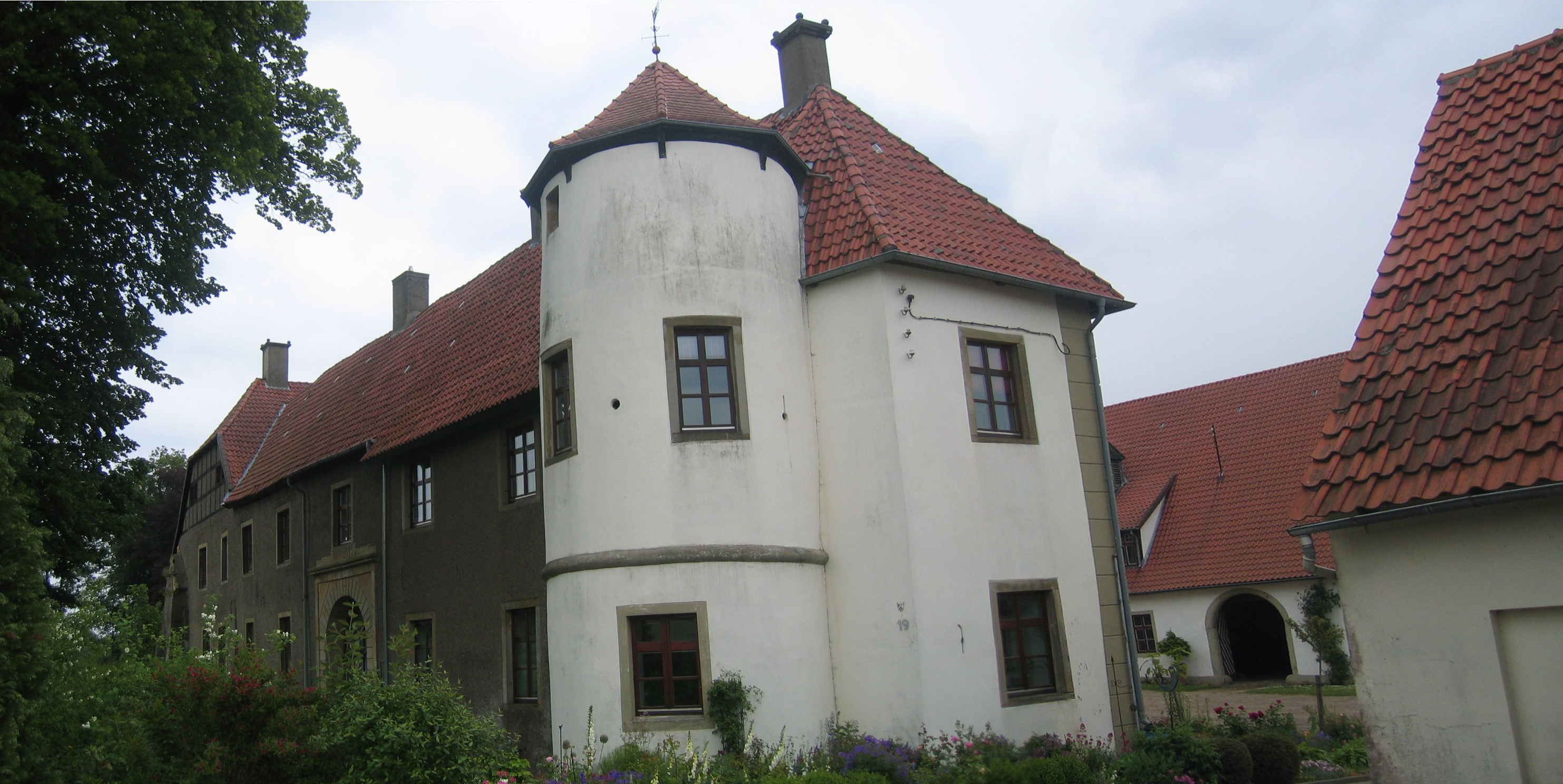
Torentje

Het historisch belangrijke Haus Kilver, waar de latere dorpen West- en Ostkilver naar genoemd zijn, bestond wellicht reeds ten tijde van Karel de Grote, en kan hebben toebehoord aan een vazal van Karel, die dit gebied van hem in leen ontving. De eerste schriftelijke vermelding dateert van het jaar 851. Er ontstond een kasteel, waarvan de heren in de middeleeuwen invloed in de regio uitoefenden. Het kasteel raakte, nadat de toenmalige eigenaar in 1820 failliet was gegaan, in verval. Grote delen ervan zijn gesloopt. Het huidige Haus Kilver is nog slechts een grote, voor publiek niet toegankelijke, boerderij.

### Overige
Bezienswaardig is de evangelisch-lutherse St. Michaëlskerk. Aan de uit 1471 daterende gotische zijkapel werd in 1904 een grote, neogotische aanbouw en in 1930 een kerktoren toegevoegd. Binnen in de kerk bevinden zich enige liturgische voorwerpen en kunstwerken uit de 15e- 18e eeuw.

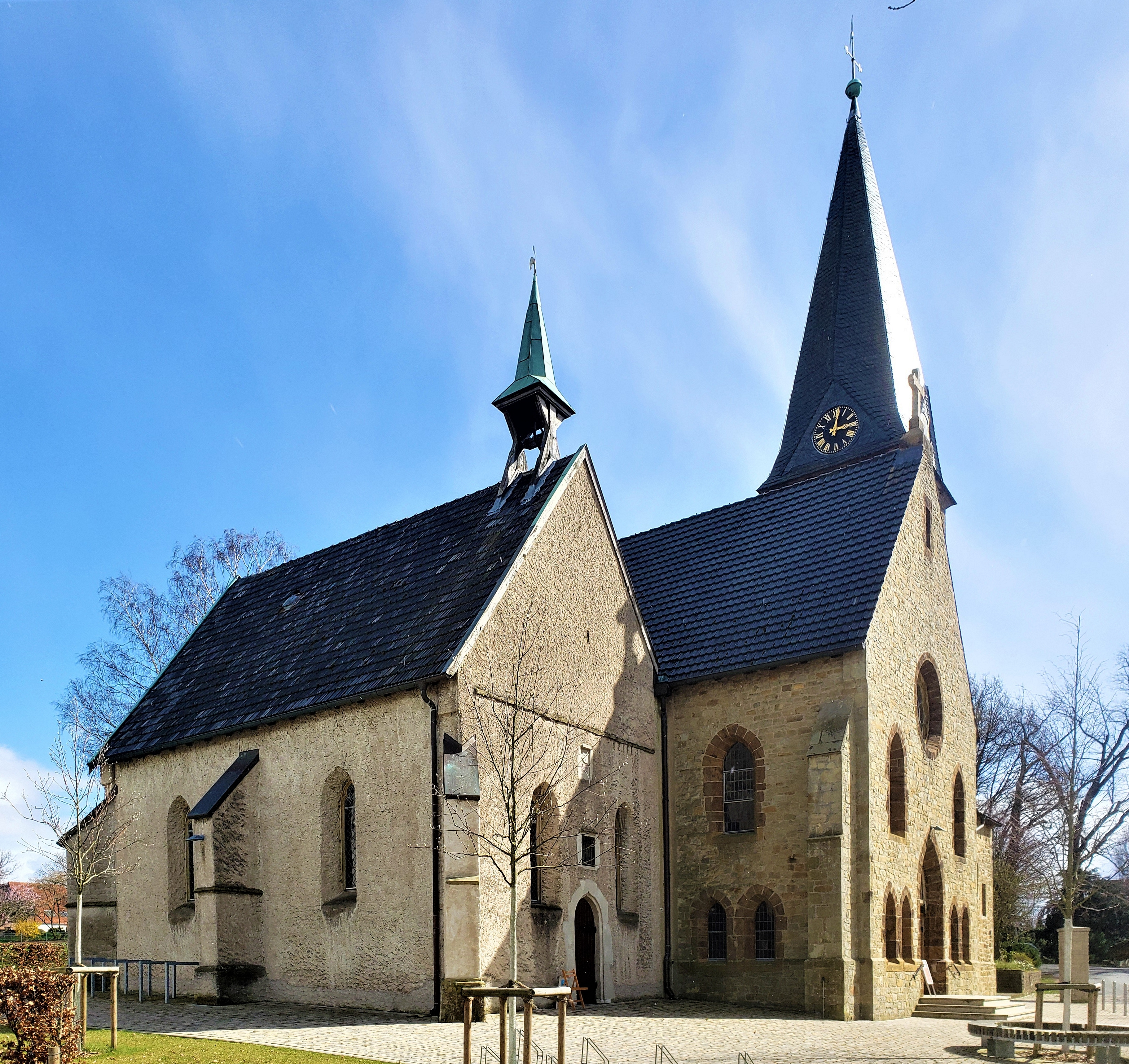
Westkilver, St. Michaëlskerk, gotische zijkapel (1471)
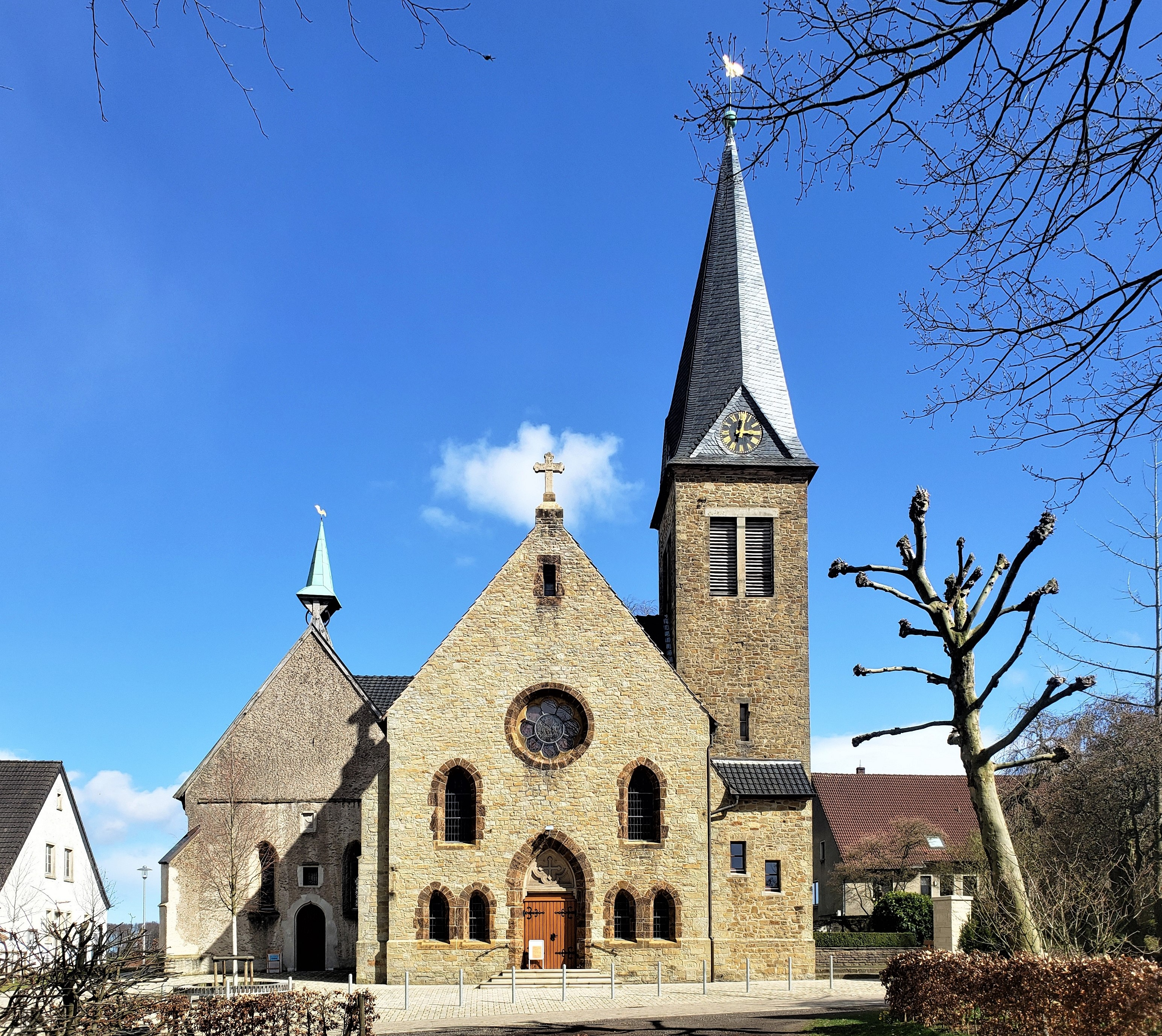
Hoofdportaal van deze kerk (1904)
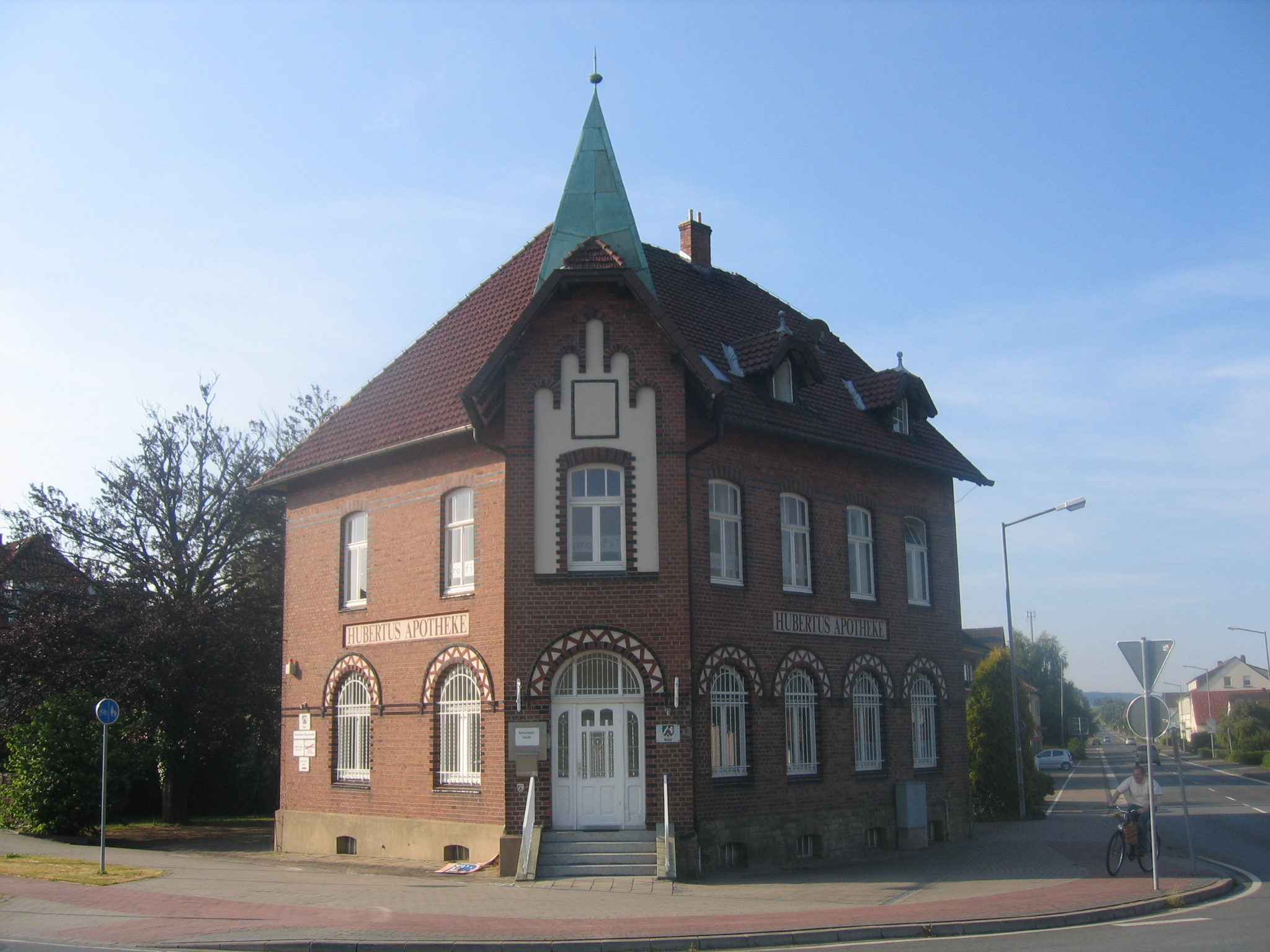
Voormalig postkantoor (1905)

## Bevolking (Rödinghauser gedeelte)
| Jaartal        | Aantal inwoners |
| -------------- | --------------- |
| 1818 (31 Dec.) | 604             |
| 1834 (31 Dec.) | 567             |
| 1837 (31 Dec.) | 584             |
| 1843 (31 Dec.) | 648             |
| 1849 (3 Dec.)  | 655             |
| 1852 (3 Dec.)  | 653             |

| Jaartal       | Aantal inwoners |
| ------------- | --------------- |
| 1858 (3 Dec.) | 717             |
| 1867 (3 Dec.) | 802             |
| 1871 (1 Dec.) | 825             |
| 1885 (1 Dec.) | 773             |
| 1895 (1 Dec.) | 1039            |
| 1905 (1 Dec.) | 1259            |

| Jaartal        | Aantal inwoners |
| -------------- | --------------- |
| 1925 (1 Dec.)  | 1420            |
| 1933 (16 Juni) | 1501            |
| 1939 (17 Mei)  | 1470            |
| 1946 (29 Okt.) | 1825            |
| 1950 (13 Sep.) | 1928            |
| 1961 (6 Juni)  | 1897            |